# Grania mira
Grania mira är en ringmaskart som beskrevs av Locke och Coates 1998. Grania mira ingår i släktet Grania och familjen småringmaskar. Inga underarter finns listade i Catalogue of Life.